# Tebenna carduiella
Tebenna carduiella là một loài bướm đêm thuộc họ Choreutidae. Nó được tìm thấy ở New Jersey to Florida và phía tây đến Texas.
Sải cánh dài khoảng 13 mm.
Ấu trùng ăn các loài Cirsium. They bore the stems of their host plant.